# Formica microgyna
Formica microgyna é uma espécie de formiga do gênero Formica, pertencente à subfamília Formicinae.